# Giacomo Sgorbati
Giacomo Maria Sgorbati (Castel San Pietro Terme, 23 settembre 1997) è un cestista italiano.

## Palmarès
- Campionato italiano dilettanti: 1
- Fortitudo Bologna: 2018/2019
- Supercoppa LNP: 1

Fortitudo Bologna: 2018